# Distenia heterotarsalis
Distenia heterotarsalis là một loài bọ cánh cứng trong họ Cerambycidae.